# Wolfgang Ostwald
Wolfgang Ostwald (* 15. Maijul. / 27. Mai 1883greg. in Riga, Russisches Kaiserreich; † 22. November 1943 in Dresden), eigentlich Carl Wilhelm Wolfgang Ostwald, war ein deutscher Biologe, Physikochemiker und gilt als Begründer der Kolloidchemie in Deutschland.

## Leben
Wolfgang Ostwald ist der älteste Sohn des Chemikers Wilhelm Ostwald, der 1887 an die Universität in Leipzig berufen wurde, sowie älterer Bruder von Walter Ostwald. Wolfgang Ostwald legte 1901 in Leipzig das Abitur ab. Anschließend studierte er in Leipzig Naturwissenschaften mit dem Schwerpunkt Biologie. Neben seinem Vater gehörten Carl Chun, Wilhelm Pfeffer, Johannes Wislicenus und Otto Wiener zu seinen Lehrern. Seine Promotion erfolgte 1904.
Von 1904 bis 1906 war er unter Jacques Loeb, einem Wegbereiter der Kolloidchemie, wissenschaftlicher Mitarbeiter („research assistant“) an der University of California in Berkeley. Im Jahre 1906 kehrte er nach Leipzig zurück und setzte seine kolloidchemischen Untersuchungen an der Universität fort. 1908 erfolgte seine Habilitation.
In den Jahren von 1920 bis 1922 gelang es Ostwald, Vertreter der Leipziger Industrie für die angewandte Kolloidchemie zu interessieren. Für den Aufbau einer Kolloid-Abteilung an der Universität in Leipzig gewann er schließlich die Leipziger Industriellen Max Wommer (Gebrüder Wommer - Maschinenfabrik) und Dr. F. König (Rauchwaren-Färberei). 1922 wurde die Kolloid-Abteilung im Physikalisch-Chemischen Institut der Universität in Leipzig eröffnet, die international große Anerkennung fand.
Im September 1922 wählte ihn die neugegründete deutsche Kolloid-Gesellschaft zum Ersten Vorsitzenden. Im gleichen Jahr 1922 wurde er zum Mitglied der Leopoldina gewählt. 1923 erhielt Ostwald in Leipzig das erste planmäßige Extraordinariat für Kolloidchemie in Deutschland. 1935 berief man ihn zum ordentlichen Professor. Im Dezember 1942 wurde er ordentliches Mitglied der Sächsischen Akademie der Wissenschaften.
Zum 1. Mai 1933 trat er der NSDAP bei (Mitgliedsnummer 2.997.135). Im November 1933 unterzeichnete er das Bekenntnis der deutschen Professoren zu Adolf Hitler.
1931 wurde er für den Medizin-Nobelpreis vorgeschlagen.

## Werke

### Schriften
- Grundriß der Kolloidchemie (1909)
- Die Welt der vernachlässigten Dimensionen (1914)
- Zusammen mit Alfred Kuhn: Kleines Praktikum der Kolloidchemie. 1930.